# Institut für Kunstpädagogik (Leipzig)
Das Institut für Kunstpädagogik der Universität Leipzig ist eine Ausbildungsstätte für das Studienfach Kunstpädagogik. Ab April/Mai 1952 wurde die Ausbildung für Kunsterzieher im Institut für Kunsterziehung unter Leitung des Künstlers und Pädagogen Hans Schulze aufgenommen. Von 1970 an baute Günther Regel einen Lehrstuhl für Theorie der Bildenden Kunst auf. Neben der Kunsttheorie und der Methodik und Didaktik der bildenden Kunst hatten seit der Institutsgründung die mitarbeitenden Künstler einen großen Einfluss auf die Ausbildung der Studierenden. Seit 1993 wurde das Institut von Frank Schulz, einem Schüler Regels, geleitet. Seit 2020 leitet es Andreas Wendt.

## Geschichte

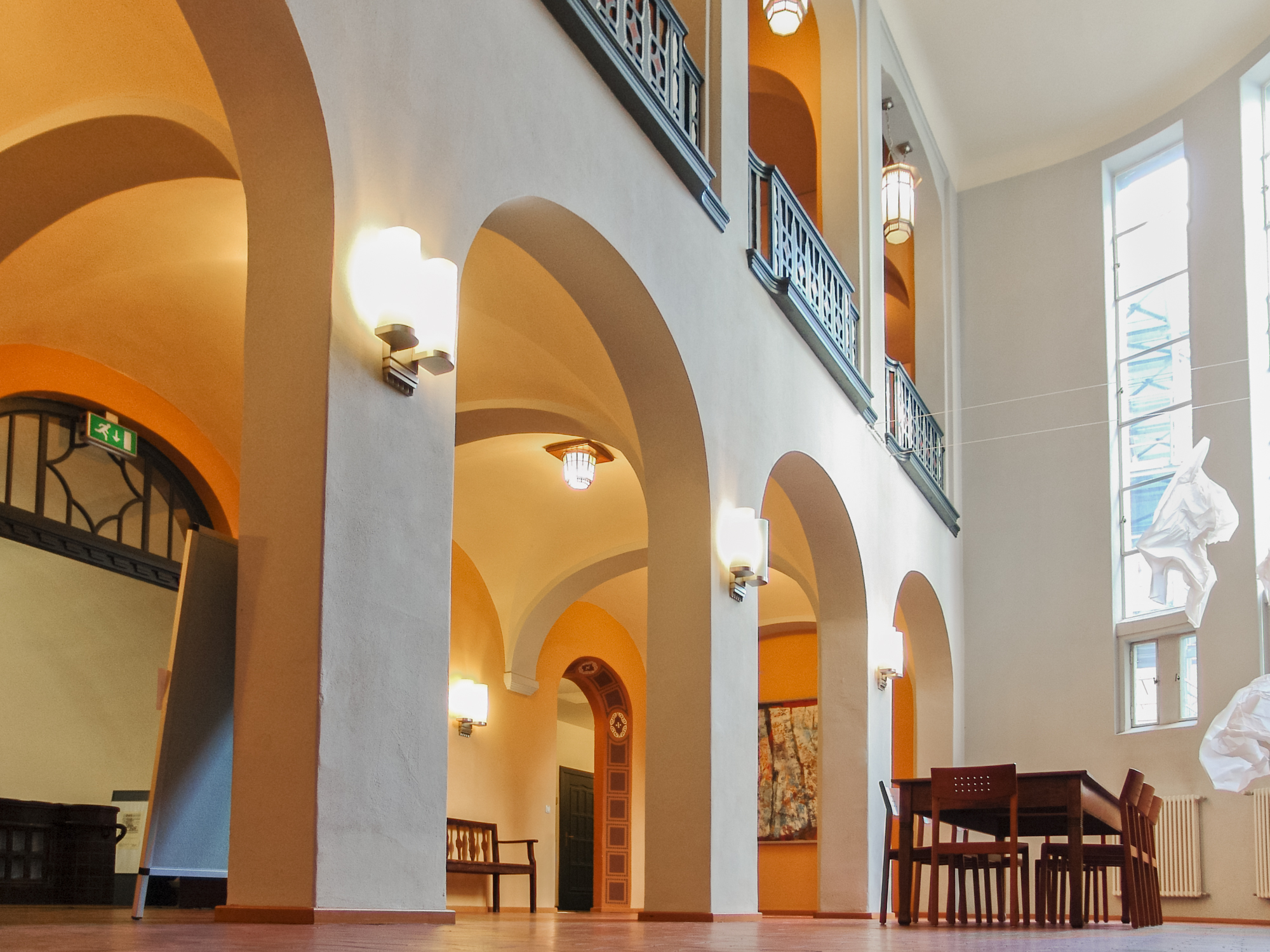
Halle im Erdgeschoss des Institutsgebäudes Geschwister-Scholl-Haus

Vor 1945 war die Ausbildung der Kunsterzieher an der Universität Leipzig durch die Gruppe der Zeichenlehrer der pädagogischen Fakultät und der praktischen Abteilung der Sektion Kunstwissenschaften bestimmt. Eine spezifische Ausbildung ausschließlich für Kunsterzieher mit einem eigenen Stundenplan gab es jedoch nicht. Innerhalb des Lehrangebotes standen die Kurse für Zeichnen und Kunsterziehung den Studierenden aller Fakultäten offen.
Nach 1945 fand die Unterrichtung für Zeichnen und Kunsterziehung in den Abteilungen Zeichnen und Kunsterziehung statt. Die Studierenden der Pädagogischen Fakultät hatten die Wahlmöglichkeit des Faches Kunsterziehung.
Das 1952 von Hans Schulze neu eingerichtete Institut war eigenständig, die Zugehörigkeit zu einer Fakultät blieb jedoch wechselhaft. Eine Kombination mit einem Zweitfach wurde ab 1955 ermöglicht.
1969–1982 wurde das Institut von Gabriele Meyer-Dennewitz geleitet.
Von 1970 bis 1991 prägte Günther Regel als Professor für Kunsttheorie am Institut für Kunstpädagogik der Universität Leipzig die kunsttheoretische Lehre. Als Begründer einer nonkonformistischen Kunstpädagogik in der DDR musste er sich, wie bereits vorher als Professor in Greifswald, Einschränkungen, Vertrauensbrüchen und Repressalien stellen. Dies führte unter anderem zum Verbot der Durchführung einer internationalen Tagung in Leipzig 1977, begründet mit seinem fehlenden Bekenntnis zur Kulturpolitik der DDR. Nach dem Mauerfall 1989 trug Regel wesentlich zum kunsttheoretische Dialog zwischen Ost und West bei.
Am Institut wirkten unter anderem folgende Künstler und Pädagogen:
Hans Schulze, Elisabeth Voigt, Irmgard Kappler, Karl-Max Kober, Frank Ruddigkeit, Gabriele Meyer-Dennewitz, Siegfried Ratzlaff, Günter Berger, Karl Manthey, Günter Albert Schulz, Peter Schnürpel, Frank Neubauer, Günther Regel, Joachim Kratsch, Roland Meinel, Renate Herfurth, Erhard Kaiser, Harald Kunde.
Im heutigen Amtsgerichtsgebäude in der Bernhard-Göring-Straße in Leipzig hatte das Institut seinen ersten Sitz. Nach Umzügen in die Kurt-Eisner-Straße, Goethestraße und in die Pfaffendorfer Straße fand das Institut 1995 seinen Platz im Geschwister-Scholl-Haus in der Ritterstraße 8–10. Das Gebäude ist in den Jahren 1908–1910 von Fritz Schumacher (1869–1947), dem Mitbegründer des Deutschen Werkbundes, als Sitz der ersten deutschen Handelshochschule auf einem der ältesten Grundstücke der Universität, dem Großen Fürstencolleg, errichtet worden.

## Studiengänge
Im Institut werden heute Studiengänge für das Staatsexamen Lehramt (Gymnasium, Oberschule, Grundschule, Sonderpädagogik) und die außerschulische Kunstpädagogik mit dem Abschluss Bachelor of Arts und Master of Arts angeboten. Die beiden Abteilungen des Instituts – Theorie und Didaktik der bildenden Kunst und Praxis der bildenden Kunst und des Designs – sind eng miteinander verzahnt. Eigene künstlerische Arbeit findet in den Werkstätten des Instituts und kunstpädagogische Praxis bei Partnern in Leipzig statt.

## Forschung
Die wissenschaftliche Forschungstätigkeit am Institut konzentriert sich schwerpunktmäßig auf die Kreativitätsforschung und die Grundlagen zum Verständnis und zur Vermittlung der modernen Kunst.

## Veröffentlichungen des Instituts
- Johannes Kirschenmann, Frank Schulz (Hrsg.): KUNST · GESCHICHTE · UNTERRICHT. Sonderreihe in acht Bänden. München 2021
- Frank Schulz, Lars Zumbansen (Hrsg.): Legenden. KUNST+UNTERRICHT, Heft 445/446. Seelze 2020
- Johannes Kirschenmann (Hrsg.): Zugänge. Welt der Bilder – Sprache der Kunst. München 2020
- Wachter, Steffen: Malerei zu Beginn des Jugendalters. Kreative Aspekte des Problemlöseverhaltens beim bildnerischen Gestalten im Kunstunterricht. München 2018
- Roland Meinel (Hrsg.): Papier Konstruktiv. Kunst+Unterricht, Heft 419/420. Seelze 2018
- Johannes Kirschenmann, Frank Schulz, Lars Zumbansen (Hrsg.): Kunst. Geschichte begegnen. Kunst+Unterricht, Heft 417/418. Seelze 2017
- Frank Schulz (Hrsg.): Bildnerische Etüden. Kunst+Unterricht, Heft 409/410. Seelze 2017
- Andreas Wendt (Hrsg.): Informieren und Präsentieren. Kunst+Unterricht, Heft 401/402. Seelze 2016
- Frank Schulz, Gerlinde Mehlhorn, Karola Schöppe (Hrsg.): Begabungen entwickeln & Kreativität fördern. München 2015
- Ines Seumel: Performative Kreativität – Anregen, Fördern, Bewerten. München 2015
- Frank Schulz, Johannes Kirschenmann: MODERNE KUNST – Zugänge zu ihrem Verständnis. Leipzig/Stuttgart 2014
- Barbara Lutz-Sterzenbach/Maria Peters/Frank Schulz (Hrsg.): Bild und Bildung – Praxis, Reflexion, Wissen im Kontext von Kunst und Medien. Schriftenreihe Kontext Kunstpädagogik Band 40, München 2014
- Frank Schulz, Ines Seumel (Hrsg.): U20 – Kindheit, Jugend, Bildsprache. München 2013
- Roland Meinel: Design – Denken, Machen, Lernen. Kunst+Unterricht. Heft 371/372. Seelze 2013
- Thomas Klemm: Keinen Tag ohne Linie? Die kunst- und gestaltungstheoretische Forschung in der DDR zwischen Professionalisierung und Politisierung (1960er bis 1980er Jahre). München 2012
- Frank Schulz (Hrsg.): Mit Farbe!, Kunst+Unterricht. Heft 377/378. Seelze 2013
- Andreas Wendt (Hrsg.): Schrift und Gestaltung. Kunst+Unterricht. Heft 343/344. Seelze 2010
- Frank Schulz (Hrsg.): Malerei aktuell. Kunst+Unterricht. Heft 336/337. Seelze 2009
- Frank Schulz (Hrsg.): Günther Regel. Das Künstlerische vermitteln. Aufsätze, Vorträge, Statements und Gespräche zur Kunst, Kunstlehre und Kunstpädagogik. München 2008
- Johannes Kirschenmann, Frank Schulz, Hubert Sowa (Hrsg.): Kunstpädagogik im Projekt der allgemeinen Bildung. München 2006
- Günther Regel: Moderne Kunst. Zugänge zu ihrem Verständnis (für den Kunstunterricht ab Klasse 11). Leipzig 2001
- Günther Regel (Hrsg.): Kunst-Lehre. Aufsätze, Vorträge, Rezensionen und Beiträge zur bildnerischen Formlehre. Leipzig 1995
- Günther Regel: Medium bildende Kunst. Bildnerischer Prozess und Sprache der Formen und Farben. Berlin 1986
- Günther Regel: Farbgestaltung als bildnerisches Grundproblem. Berlin 1982